# Georg Christoph von Hammerstein

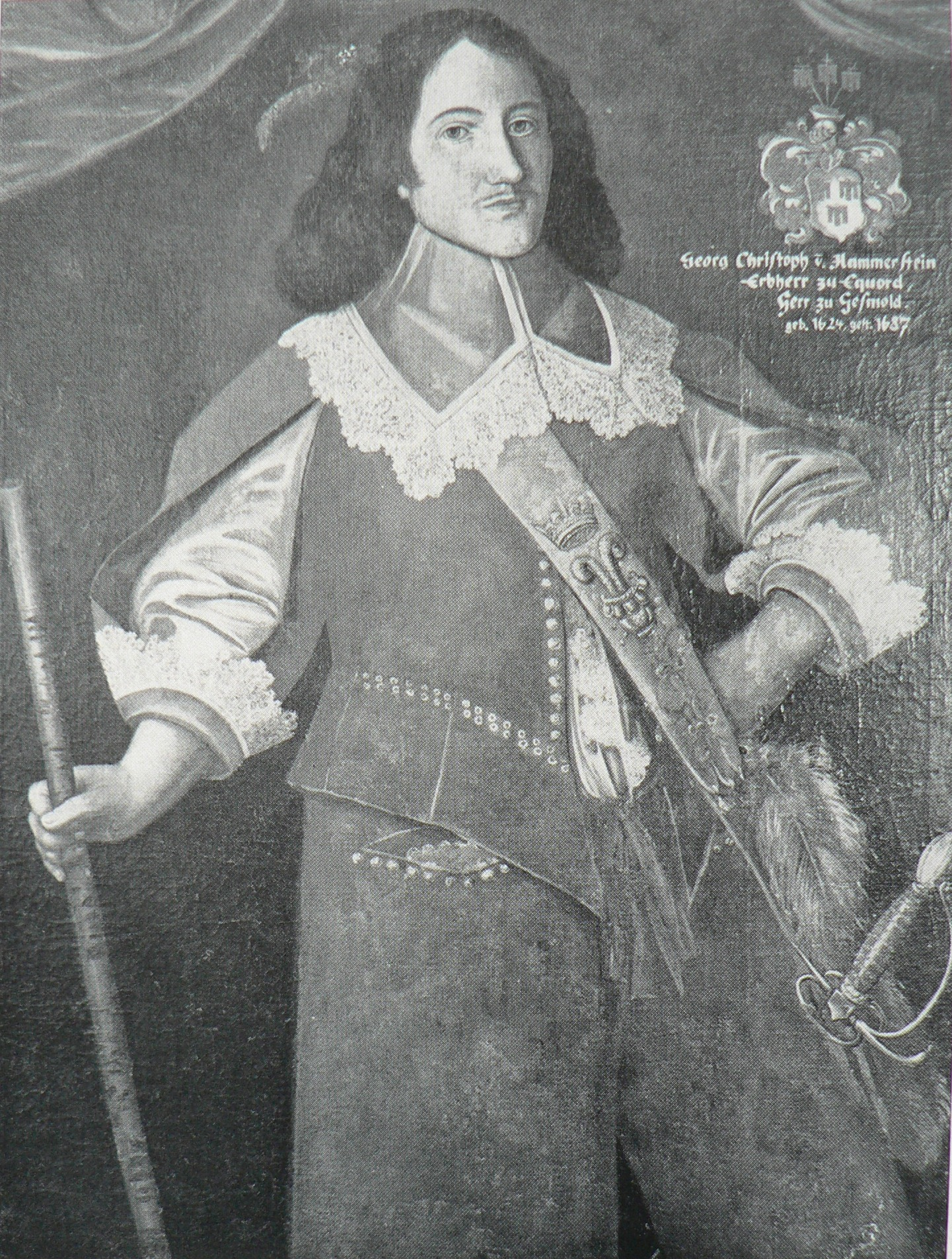
Georg Christoph von Hammerstein, zeitgenössisches Porträt auf Schloss Gesmold

Georg Christoph von Hammerstein (* 1624; † 12. November 1687 auf Schloss Gesmold) war ein deutscher Verwaltungsjurist und Diplomat, zuletzt Großvogt in Celle. Er war die erste Person, die mit dem dänischen Dannebrogorden ausgezeichnet wurde.

## Leben

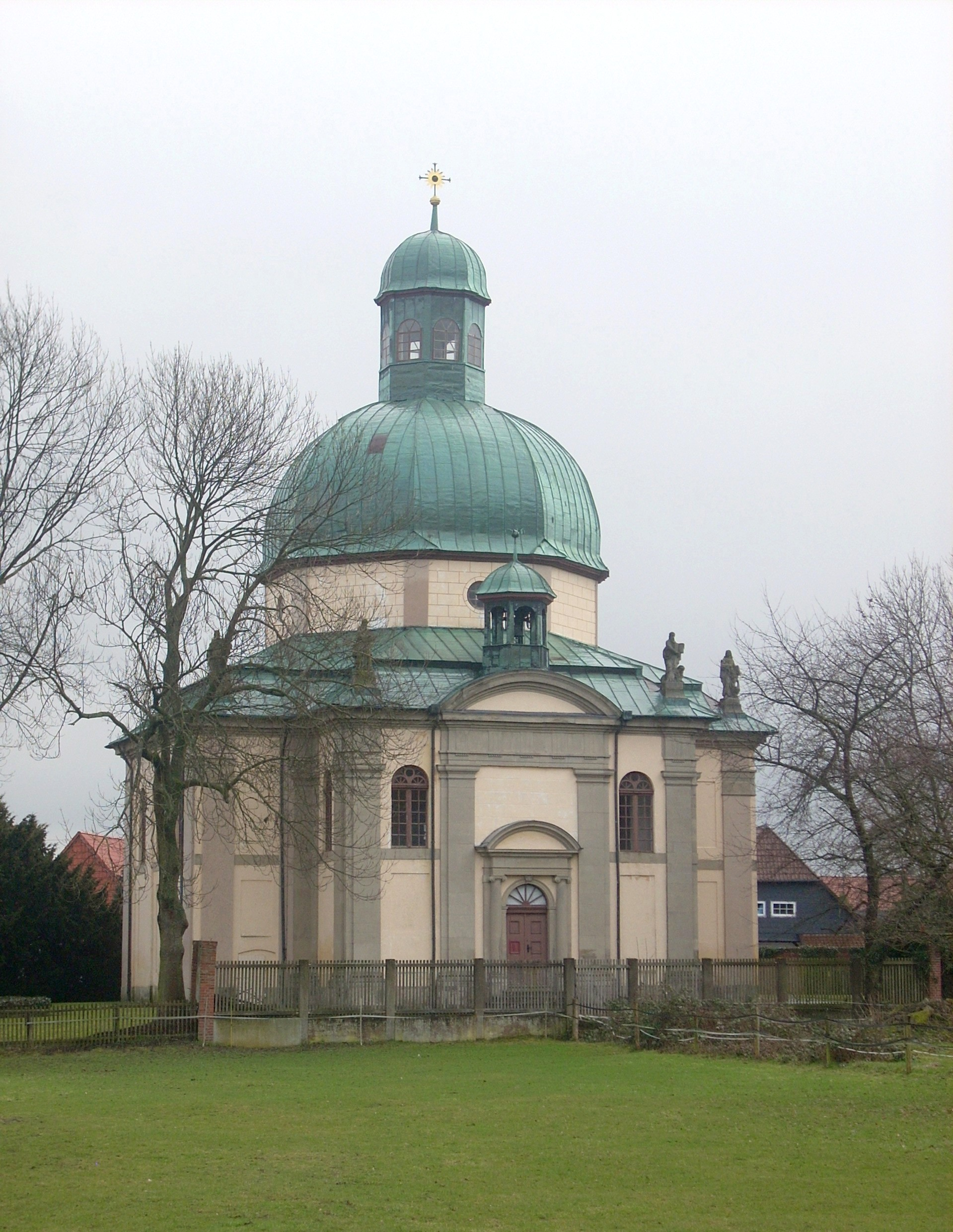
Mausoleum zu Equord

Georg Christoph von Hammerstein zu Equord war der älteste Sohn des Landdrosten Hans Adam von Hammerstein (* 1579 oder 1571 in Öge, Amt Hückeswagen; † 1653 in Altenbruchhausen) aus dessen zweiter Ehe mit Catharina, geb. von Klencke (1592–1641). 1643 begann er ein Studium der Rechtswissenschaften an der Universität Königsberg, das er an der Universität Groningen fortsetzte. Danach begleitete er als Kammerjunker den fünf Jahre jüngeren Herzog Ernst August von Braunschweig-Lüneburg auf dessen Kavalierstour. Ernst August ernannte 1653 Hammerstein zu seinem Rat. Seit 1654 war er auch Hofmarschall der Herzoginwitwe Anna Eleonora auf Schloss Herzberg und Drost zu Ohsen. Als Ernst August 1661 sein Amt als Fürstbischof von Osnabrück antrat, ernannte er Hammerstein zu seinem Kammerrat, Hofmarschall und Drost zu Iburg und Reckenberg und beauftragte ihn mit der Regierung im Hochstift Osnabrück und der Verwaltung des Kammerguts. 1668 wurde er Geheimer Rat und Kammerpräsident. Zeitweise war er auch Drost zu Grönnenberg, Wittlage und Hunteburg.
Georg Christoph von Hammerstein war mehrfach Gesandter Ernst Augusts, so in den Verhandlungen, die 1658 zur Eheschließung Ernst Augusts mit Sophie von der Pfalz führten Als 1665 Ernst Augusts Bruder Christian Ludwig starb, führte dies zu einem Sukzessionstreit. Hammerstein war einer der Gesandten, die den Hildesheimer Rezess, aushandelten, mit dem der Streit zwischen den Welfen-Brüdern Ernst August, Georg Wilhelm und Johann Friedrich beigelegt werden konnte.
Hammerstein trat 1671 in den Dienst von Georg Wilhelm. Er handelte die gegen Schweden gerichteten Allianz Lüneburgs mit dem dänischen König Christian V. aus, der über seine Mutter Sophie Amalie ein Neffe der Welfen war. Dafür wurde Hammerstein 1671 als erster mit dem neugestifteten Dannebrogorden ausgezeichnet. Georg Wilhelm ernannte ihn zum Großvogt seiner Residenz Celle.
Hammerstein war zwei Mal verheiratet, zuerst ab 1656 mit Anna, geb. von Sehstedt (* 15. November 1624, † 22. März 1674). Aus dieser Ehe stammte ein Sohn Alexander von Hammerstein († 1720 in Hannover), der hannoverscher Offizier wurde, zuletzt Generalleutnant. Die zweite Frau war Anna Hedwig, geb. von Penz (* 18. Februar 1652; † 16. August 1714). Mit ihr hatte er einen Sohn Georg Wilhelm von Hammerstein († 1738), der königlich preußischer Geheimer Kriegsrat wurde und unverheiratet blieb, sowie zwei Töchter: Charlotte Angelique (* 21. Dezember 1678; † 5. Nov. 1752), die den Obristen Levin Ludwig III. Hahn heiratete, und Barbara Hedwig (* 1679; † 13. November 1760), die unverheiratet blieb, das Gut Neuhof erhielt und daher als das Fräulein von Neuhof bekannt wurde. Sie war 1755 eine Unterzeichnerin des Landesgrundgesetzlichen Erbvergleichs.
Georg Christoph von Hammerstein hatte Equord geerbt und erwarb zahlreiche Güter hinzu. 1664 erwarb er durch einen Tausch vom Fürstbischof Ernst August das Schloss Gesmold gegen die Güter Scheventorf und Schleppenburg. Teilweise wurden diese Transaktionen finanziert durch die Mutter seiner zweiten Frau, Barbara Hedwig, geb. von Bülow, Tochter des Curt von Bülow auf Gartow und Stintenburg. Sie war in erster Ehe mit dem Obristen Kuno Ulrich von Penz (1613–1653) auf Melkhof und Langen-Heyda, in zweiter Ehe mit dem Assessor am Reichskammergericht Heinrich Achilles von Buwinghausen-Walmerode (* 1613; † 1685 in Stuttgart) verheiratet. Hammerstein kaufte und verbesserte mit ihrem Gelde seine Güter, darunter auch 1683 Stintenburg. Bei seinem Tod 1687 ergab sich aber eine große Schuldenlast von mehr als 135000 Talern. Um den Konkurs zu verhüten, bezahlte die Mutter der Witwe alle Schulden. Der unverheiratete Stiefsohn ihrer Tochter, General-Lieutenant Alexander von Hammerstein, erhielt für die Versicherung, auf Erbansprüche an den Gütern zu verzichten, eine Abfindung von 12000 Talern. Seine beiden Brüder verpflichteten sich in gleicher Weise. So wurden die Ecquordschen Güter der Familie erhalten und die drei Kinder aus der zweiten Ehe sichergestellt. Sie selber errichtete ein Fideikommiss ihrer lauenburgischen und mecklenburgischen Güter zugunsten ihres Enkels Georg Wilhelm von Hammerstein. Die komplexen Eigentumsverhältnisse führten später zu langwierigen Erbauseinandersetzungen, zumal Georg Wilhelm von Hammerstein die Güter gegen den Willen seiner Verwandten dem König von Preußen schenkte.
Georg Christoph von Hammerstein wurde in der auf seinen Wunsch nach italienischen Vorbildern gebauten Mausoleumskirche zu Equord beigesetzt. Der anspruchsvolle Bau wurde allerdings erst 1710 vollendet.